# Panembahan (Plered)
Panembahan is een bestuurslaag in het regentschap Cirebon van de provincie West-Java, Indonesië. Panembahan telt 4526 inwoners (volkstelling 2010).